# Ký lục
Ký lục (chữ Hán: 記錄, tiếng Anh: Surveillance Commissioner), tiền thân chức Án sát sứ thời Minh Mạng sau này, là một văn thần thời Lê Thánh Tông, vị trưởng quan ty Xá sai, quan thứ 3 ở dinh / trấn thời chúa Nguyễn và quan thứ 3 ở trấn thời Gia Long. Thời Minh Mạng, chức Ký lục được đổi thành chức Tham hiệp trấn vài năm sau, lại được đổi thành chức Án sát sứ, đều là các chức quan thứ 3 ở tỉnh sau Trấn thủ hoặc Tổng đốc và Bố chính sứ.
Thời Lê Thánh Tông năm 1479, Ký lục phụ trách việc ghi chép hành vi hoặc đạo đức của các quan võ.  Sang thời chúa Sãi năm 1614, Ký lục giữ chức trưởng quan ty Xá sai coi việc văn án từ tụng.  Năm 1744, Ký lục đổi làm bộ Lại giữ thêm việc lựa chọn, phong quan tước.  Thời chúa Nguyễn và thời Nguyễn Gia Long, Ký lục thường được biết đến là chức quan văn tại công đường các trấn, cùng với Cai bạ, là phụ tá của quan Trấn thủ (Trấn thủ, Cai bạ, Ký lục) coi mọi mặt hành chính tại một dinh hoặc trấn.  Thời Nguyễn, sau cuộc cải cách hành chính năm Minh Mạng 12 Tân Mão 1831, chức Ký lục xưa, thời kỳ này được đổi lại là Án sát sứ,  là một trong bốn quan cấp tỉnh (Bố chính, Án sát, Đốc học, Lãnh binh) hợp thành một bộ tham mưu thân cận nhất của Tổng đốc để chỉ đạo hoạt động ở tỉnh và ở các cấp phủ, huyện, tổng, xã.
Ngoài chức Ký lục trên ra, tại các công đường ở quân doanh, các trấn, dinh đều có những Ký lục với quan hàm cao thấp khác nhau. Các ký lục này phụ trách các công việc thấp nhất là sao chép văn án đến các trách nhiệm khác như có Ký lục làm xã phó hoặc Ký lục tạm thời phụ trách việc thu thuế, v.v.
Về phẩm trật, thời Nguyễn Gia Long, chức Ký lục có quan hàm cao thấp khác nhau.  Dưới đây là 2 quan hàm cao và thấp nhất của chức Ký lục:
- Chánh tam phẩm văn giai: Ký lục công đường các dinh
- Chánh cửu phẩm văn giai: Ký lục mới vào ở các phủ

## Lịch sử
Chức Ký lục được lập vào thời Lê Thánh Tông trong cuộc chinh phạt xứ Bồn Man năm 1479.  Vua đặt chức Ký lục cho các văn thần làm trong công đường ở các doanh, ghi chép lại hành vi, đạo đức, siêng lười, dũng cảm của các vị tướng quân, để trình lên triều đình.
Thời Mạc, đặt vệ binh, mỗi vệ đặt một thư ký dùng hạng Ký lục xuất thân.
Thời chúa Sãi năm 1614, đặt ba ty là ty Xá sai, ty Tướng thần và ty Lệnh sử.  Ty Xá sai coi việc văn án từ tụng, do Đô tri và Ký lục giữ.  Ty Tướng thần, coi việc trưng thu tiền thóc, phát lương cho quân các đạo, do Cai bạ giữ.  Ty Lệnh sử, coi việc tế tự, lễ tiết và chi cấp lương hướng cho quân đội chính quy, do Nha úy giữ.
Thời chúa Võ năm 1744, Ký Lục đổi làm bộ Lại, giữ việc quan tước, phong tước, ân ban thuyên chuyển, lựa chọn, xét công, bãi truất và thăng thưởng, bổ sung quan lại, cung cấp người cho các nha môn.
Thời Nguyễn Gia Long, Ký lục là quan ở công đường các quân doanh, cùng Cai bạ là phụ tá của quan Trấn thủ (Trấn thủ, Cai bạ, Ký lục) lãnh trách nhiệm trông coi mọi mặt hành chính tại một trấn, trật Chánh Tứ phẩm.
Năm Minh Mạng 8 Đinh Hợi 1827, đổi chức Cai bạ, Ký lục làm Hiệp trấn và Tham Hiệp trấn, trật Chánh tứ phẩm văn giai.
Năm Minh Mạng 12 Tân Mão 1831, đổi chức Hiệp trấn làm Bố Chính sứ phụ tá Tổng Đốc và đổi chức Tham Hiệp trấn làm Án Sát sứ phụ tá Tuần phủ.

## Dưới thời Pháp thuộc
Chức quan ký lục dưới thời phong kiến Việt Nam khác hoàn toàn chức ký lục dưới thời Pháp thuộc ở Nam Kỳ. Ký lục ở thuộc địa Nam Kỳ chỉ đơn giản là một nhân viên hành chính, thực hiện các công việc sổ sách ở các cơ quan thuộc địa, với ngạch viên chức tương đương với vị trí thông ngôn. Để được chính quyền thuộc địa bổ nhiệm vào vị trí ký lục, thông ngôn thì phải tham gia một kỳ thi, người dự thi phải có bằng tú tài. Những ký lục và thông ngôn thời thuộc địa có thâm niên có thể tham gia vào các kỳ thi để được bổ nhiệm vào chức quan huyện.